# Els d'Hollander
Els d'Hollander is een personage in de VTM-televisieserie Familie, gespeeld door Kristine Perpête.

## Overzicht
Els is de thuisverpleegster van Guido Van den Bossche, wanneer die na een ernstige valpartij een lange revalidatieperiode tegemoet gaat. Later beginnen de twee een relatie en trouwen ze. Wanneer Guido vermoord wordt, zoekt Els troost bij Vincent Missotten. Ook dat geluk is slechts van korte duur, want Vincent sterft aan kanker.
Els trouwt een tweede keer, met Jo Berrevoets. Wanneer het koppel overvallen wordt door twee homejackers, schiet Els per ongeluk Jo dood. Ze komt terecht in een zware depressie en onderneemt een zelfmoordpoging. Hierna trekt ze voor een aantal maanden naar Cyprus, om weer tot rust te komen. Daar wordt ze verliefd op Andreas Mitsides.
Zonder haar medeweten volgt Andreas haar naar België en uiteindelijk trouwen ze. Ze krijgen een dochter, Dieuwke, die ernstige hartproblemen heeft. Het koppel reist met Dieuwke naar de Verenigde Staten, waar ze een herstellende operatie ondergaat.
Els komt er weer alleen voor te staan wanneer Andreas moet vluchten voor de Cypriotische maffia. Na enkele weken vermist te zijn, werd zijn lichaam gevonden en moest Els hem gaan identificeren.
Els gaat op zoek naar een nieuwe uitdaging in haar leven en besluit restaurant De Lork over te nemen van Elke Baertsoen. Ze begint een relatie met Rob Gerrits, maar wanneer die haar ten huwelijk vraagt, raakt hij een bijzonder gevoelige snaar en neemt ze haar koffers. Ze vertrekt voor onbepaalde tijd met Dieuwke naar Cyprus.
Later keert Els terug en maakt ze Rob duidelijk dat er geen toekomst meer is weggelegd voor hen. Samen met Trudy Tack de Rixart de Waremme stort ze zich op het spirituele en start het tweetal met het geven van professionele shiatsumassages. Na verloop van tijd besluit Els dat ze het gehad heeft in België en verhuist ze definitief naar Cyprus.